# Sebastião Drago Valente de Brito Cabreira

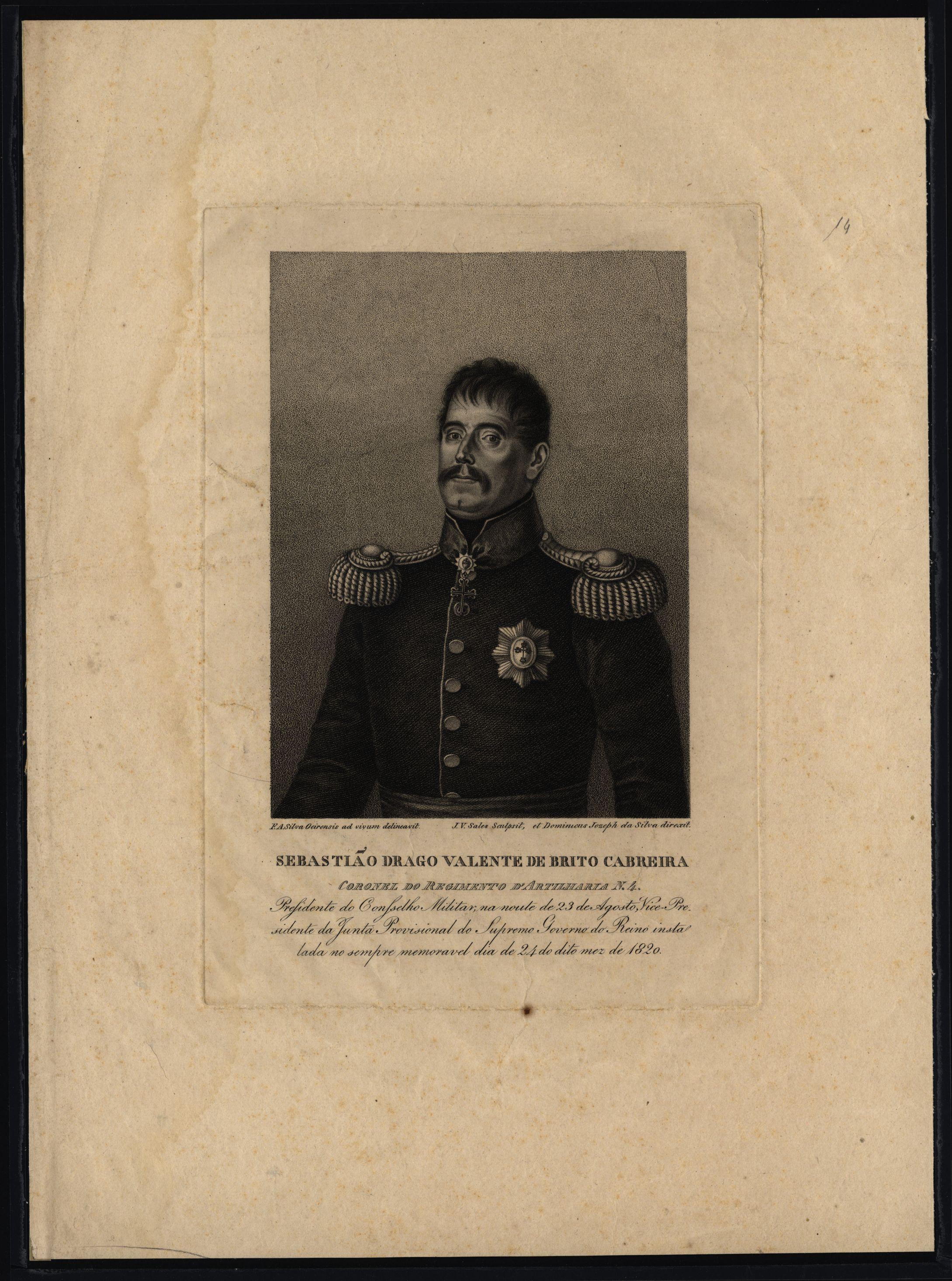
Sebastião Cabreira numa galeria de rostos da Revolução de 1820.

Sebastião Drago Valente de Brito Cabreira (Faro, 6 de janeiro de 1763 — Porto, 3 de junho de 1833), fidalgo da Casa Real e bacharel em Matemática pela Universidade de Coimbra, foi oficial general do Exército Português. Aderiu ao ideário do liberalismo e foi vice-presidente da Junta Provisional do Governo Supremo do Reino que saiu da revolução liberal do Porto em 1820.

## Biografia
Nasceu em Faro, filho de José Cabreira de Brito e Alvelos Drago Valente de Faria Pereira, fidalgo da Casa Real, sargento-mor de ordenanças de Faro e feitor e recebedor das alfândegas de Vila Real de Santo António, e de sua esposa Isabel Urdes Barreto. A mãe era filha de Duarte Barreto, doutor em medicina pela Universidade de Coimbra e médico honorário da Casa Real, e de Maria Teresa Urdes, filha de um tenente-coronel inglês.
Nascido no seio de uma família ligada à vida militar, alistou-se no Exército em 1777. Sendo cadete de Artilharia, obteve o grau de bacharel em Matemática pela Universidade de Coimbra. Depois de se formar foi promovido a tenente para o Regimento de Artilharia do Algarve, unidade em que servia. No desenvolvimento da sua carreira militar foi 1º tenente em 1791, capitão em 1800, tenente-coronel em 1808, coronel em 1815, brigadeiro em 1820 e marechal-de-campo em 1833.
Com o posto de tenente de Artilharia integrou o Exército Auxiliar à Coroa de Espanha, no qual fez as campanhas do Roussillon e da Catalunha (1793-1795). Participou na Guerra das Laranjas, em 1801, período em que comandou a Artilharia do Exército da Beira Baixa.
Após a ocupação de Portugal pelos exércitos napoleónicos na sequência da primeira invasão francesa (1807-1808), em 1808 tomou parte muito ativa na revolta de Olhão de junho de 1808 e no subsequente levantamento contra os invasores franceses em Faro, sendo nomeado para a Junta Provisória do Algarve e promovido a tenente-coronel do Regimento de Artilharia n.º 2. Relatou na primeira pessoa estes acontecimentos na obra Relação histórica da revolução do Algarve contra os Francezes, uma obra relevante para a história da resistência popular à invasão napoleónica. Distinguiu-se sempre nos sucessos militares e políticos até à derrota final dos franceses em Portugal.
Em 1817 foi promovido ao posto de coronel e nomeado comandante do Regimento de Artilharia n.º 4, aquartelado no Porto, cargo que ocupava aquando da revolta de 24 de agosto de 1820, a revolução liberal do Porto.
Membro do Sinédrio, na véspera da revolução foi nomeado presidente do Conselho Militar que a liderou. Em consequência, pelas 4 horas e meia da madrugada do dia 24 de agosto de 1820, o coronel Sebastião Drago Cabreira saiu do Aquartelamento de Santo Ovídio à frente do Regimento de Artilharia n.º 4, cujos soldados e oficiais mandou formar em parada na extensa praça defronte daquele quartel militar. De seguida, num dos lados daquela praça mandou erigir um altar de campanha para nele se celebrar uma missa campal. Estava iniciada a revolução liberal do Porto.
Consumado o Movimento de 24 de Agosto de 1820, foi nomeado vice-presidente da Junta Revolucionária do Porto, o governo provisório que então se formara naquela cidade. Marchou para Lisboa à frente das forças liberais, e depois da fusão das juntas revolucionárias do Porto e de Lisboa na Junta Provisional do Governo Supremo do Reino, foi nomeado presidente de uma das comissões da Junta Preparatória das Cortes.
Nos trabalhos da Junta Preparatória das Cortes, o seu liberalismo conservador entrou em colisão com o radicalismo vintista. Participou na Martinhada, o golpe político-militar desencadeado a 11 de novembro de 1820, dia de São Martinho (daí o nome), por um grupo de chefias militares, com o apoio de uma vasta coligação informal de grupos políticos e sociais, contra a governação da Junta Provisional do Governo Supremo do Reino.
Em 1821, promovido a brigadeiro, ficou encarregado do comando militar da costa desde o Cabo da Roca até à foz do rio Mondego.
Em 1822, foi nomeado Governador das Armas do Reino do Algarve, comando que teve sede em Tavira entre 1821 e 1823, sucedendo no cargo a seu irmão Diocleciano Cabreira.
Em 1823, com a queda da Constituição na sequência da Vilafrancada, foi exonerado do seu posto militar, sendo-lhe fixada residência em Alcobaça e Peniche. Exilou-se, apenas voltando a Portugal ao ser jurada a Carta Constitucional da Monarquia Portuguesa, sendo então reintegrado no posto de brigadeiro.
Com a aclamação de D. Miguel como rei de Portugal foi novamente obrigado a exilar-se, retirando-se para Inglaterra onde integrou o grupo de refugiados políticos portugueses que ali se formara sob a direção de Pedro de Sousa Holstein, o conde de Palmela, que agia com delegação de poderes de D. Pedro, duque de Bragança.
Oferecendo-se para servir na ilha da Madeira como soldado, seguiu para aquela ilha a bordo da fragata brasileira Isabel, juntamente com seu irmão Diocleciano Leão Cabreira, depois barão de Faro, que deveria assumir o comando das forças liberais na ilha Terceira, aquando da escala daquela fragata em Angra.
Aquele navio de guerra, seguindo as instruções do conde de Palmela, depois de deixar na ilha Terceira o general Diocleciano Cabreira como encarregado do governo das Armas, dirigiu-se ao Funchal, onde deveria desembarcar o brigadeiro Sebastião Cabreira e as restantes tropas que trazia do depósito de Plymouth. Contudo, a resistência das forças realistas que dominavam a ilha da Madeira impediu o desembarque. Reconhecida a impossibilidade de desembarcar no Funchal, a fragata Isabel foi forçada a voltar a Angra, onde Sebastião Cabreira e os militares que o acompanhavam foram desembarcados.
Ficou, pois, na ilha Terceira, sob o comando de seu irmão Diocleciano Cabreira. Quando em março de 1829 as dissensões na Junta Provisória de Angra levaram à demissão do seu irmão Diocleciano do cargo de presidente, foi nomeado para o substituir. Ocupou este cargo até à chegada a Angra de António José de Sousa Manuel de Meneses, ao tempo conde de Vila Flor, como capitão-general, em junho de 1829, assumindo a responsabilidade política de vários atos extremos levados a cabo na Terceira, nomeadamente execuções de sentenças de morte. Participou na batalha de 11 de agosto de 1829, a batalha da Praia da Vitória.
Permaneceu na ilha Terceira durante todo o período de preparação das forças expedicionárias que subjugaram as restantes ilhas do arquipélago dos Açores e foi um dos mais destacados apoiantes militares da Regência de Angra. A regência, estabelecida na Terceira, nomeou-o, em 27 de março de 1830, presidente do Conselho de Justiça, tribunal máximo então estabelecido. Foi nomeado em 1831 comandante geral de Artilharia estacionada na ilha Terceira, ficando por vezes incumbido do Governo das Armas da ilha Terceira durante a ausência do general em chefe e capitão-general Conde de Vila Flor em campanha nas outras ilhas.
Terminada a preparação do Exército Libertador, acompanhou D. Pedro, duque de Bragança para a ilha de São Miguel e daí para o Porto. Participou no desembarque do Mindelo (1832) como comandante-geral da Artilharia do Exército Libertador.
Logo após o reconhecimento de Valongo e o combate de Ponte Ferreira, foi nomeado governador interino das Armas do Porto e da Província do Minho. Aparecendo sempre nos pontos mais arriscados em todas as ações que se deram nas linhas do Porto, distinguiu-se especialmente no dia 29 de setembro de 1832, em que, vendo o inimigo senhor das trincheiras, puxou da espada, e dirigindo uma breve, mas enérgica alocução aos soldados, que estavam meio desanimados, colocou-se à sua frente, e levou as tropas miguelistas de vencida, afastando-as para longe das posições que tinham conquistado. Este rasgo brioso alcançou-lhe a comenda da Ordem da Torre e Espada.
Sebastião Cabreira continuou dando sempre provas de grande valor em todos os ataques que se seguiram. Faleceu subitamente no Porto a 2 de junho de 1833, no posto de marechal de campo. Está sepultado no Cemitério do Prado do Repouso, no jazigo 197 da 16.ª Secção, instituído em 1869. O jazigo de Sebastião Drago Valente de Brito Cabreira é um dos exemplos mais significativos da carga simbológica, passível de ser inscrita num monumento funerário: fogaréu, no topo; o bicorne de general, aos pés; pedra de armas; espada, canhões cruzados e balas, corneta, baioneta e machado.
Terá sido iniciado maçon, desconhecendo-se a loja e obediência a que pertencia. Foi agraciado com as comendas da Ordem de São Bento de Avis e da Ordem da Torre e Espada, morrendo antes de ver publicada na folha oficial a grã-cruz da Ordem da Torre e Espada e o título de visconde da Guarda, que lhe haviam sido outorgados por D. Pedro IV.
Sebastião Cabreira foi casado com Maria Alves Pinheiro Correia de Lacerda Green, com quem teve os seguintes filhos: Sebastião Francisco Green Cabreira, 1.º barão de Nossa Senhora da Vitória da Batalha; e Maria dos Remédios Augusta Álvares Pinheiro Correia de Lacerda Green Cabreira.
A família Cabreira é origem de um conjunto de militares notáveis. Sebastião Cabreira foi irmão do também oficial general Diocleciano Leão de Brito Cabreira, pai do general Sebastião Francisco Green Cabreira, 1.º barão de Nossa Senhora da Vitória da Batalha, e tio do general Frederico Leão Cabreira.